# تاسنده
تاسنده، روستایی از توابع بخش مرکزی شهرستان آستانه اشرفیه در استان گیلان ایران است. روستاهای همجموار این روستا امیر هنده، دهشال، ششکل، بالامحله گیلده، پایین محله گیلده، دشمن کرده و فوشازده هستند. بقعه خانم بی بی زینب از نوادگان امام کاظم در این روستا قرار دارد.
این روستا دارای مرغداری و کارگاه سبد بافی نیز می‌باشد.

## جمعیت
این روستا در دهستان دهشال قرار دارد و براساس سرشماری مرکز آمار ایران در سال ۱۳۹۵، جمعیت آن ۱۰۹ نفر (۳۵ خانوار) بوده‌است.